# Herz (tijdschrift)
Herz is een internationaal, aan collegiale toetsing onderworpen wetenschappelijk tijdschrift op het gebied van de cardiologie.
Het wordt uitgegeven door Urban und Vogel namens het Deutsches Herzzentrum München en verschijnt 8 keer per jaar.
Het eerste nummer verscheen in 1976.